# شريطيات اللسان الحديثة
شريطيات اللسان الحديثة (الاسم العلمي: Neotaenioglossa)، هو اسم تصنيفي لمجموعة كبيرة من القواقع البحرية في الغالب. تم إنشاء الاسم في الأصل من قبل Haller في عام 1882. Ponder وWarén (عام 1988)، قام ماركيت (1997)، بنقل الاسم إلى الرتبة العليا بطنيات الأرجل الحديثة. تعتبر رتبة شريطيات اللسان الحديثة مرادفًا لقرطيونينات.